# Eros (lícido)
Eros es un género de escarabajos de alas de red perteneciente a la familia Lycidae.

## Descripción
Son escarabajos de tamaño medio, en promedio 10 milímetros (0,4 plg) con alas oblongas, rojas y negras. La parte inferior suele ser negra. La cabeza es pequeña, más o menos dirigida hacia abajo, en algunos grupos estrecho y alargado en un hocico largo. La cabeza es visible si vista desde arriba, es decir, no está cubierta por el escudo pectoral. La cabeza cuenta con tubérculos antenales, antenas largas de 9-11 segmentos, filiformes en ambos sexos unidos muy juntos en la frente, cerca de las facetas de los ojos. Son ligeramente dentadas, en forma de peine o con excrecencias largas en forma de hojas, a menudo algo planas. 
Las coberteras suelen ser rojas, a menudo con una punta negra, ya sea de lados paralelos o anchas y extendidas hacia atrás. Las coberteras son bastante suaves y coriáceas, pero en otras pueden ser muy quitinizadas (duras). Pueden tener una superficie en forma de red o costillas longitudinales. El escudo pectoral (pronoto) es más o menos cuadrado, con el dorso en ángulo pronunciado y las esquinas, a menudo rojas con una mancha central negra. El pronot cuenta con una areola mediana cerrada, ya sea con estructura cruzada simple o con dos carinas ligeramente divergentes. La parte superior está dividida en varias células separadas por costillas elevadas. Piernas cortas y robustas. Todos los pies tienen cinco articulaciones.
Élitros suelen tener cuatro costas primarias y cinco secundarias, con células reticuladas en los intervalos intercostales a veces reducidas. Los genitales masculinos tiene parámeras largas, a veces acortadas, de hasta la mitad de la longitud fálica. Los genitales femeninos son delgados, con báculos paraproctales largos, espículo ventral corto con procesos en la base o acortados. 
Las larvas de los Eros son alargadas y planas, generalmente duras (fuertemente esclerotizadas). Su cuerpo es subparalelo; la parte lateral del epicráneo bien esclerotizadas y pigmentadas; tergos pequeños, transversales, indivisos, pleuritas indistintas, urogomphi ausente.

## Especies
- Eros humeralis (Fabricio, 1801)
- Eros nigripes Schaeffer (sinonimia de Dictyoptera aurora Herbst)
- Eros ogumae Matsumura, 1911
- Eros coracinus Kiesenwetter, 1874
- Eros delicatulus Kiesenwetter, 1874
- Eros geometricus Kiesenwetter, 1874
- Eros militans Kiesenwetter, 1874 (sinonimia de Lyponia quadricollis Kiesenwetter[5])
- Eros nothus Kiesenwetter, 1874 (Trasladado al género Eropterus.[6])